# Уллен
Улле́н (фр. Oullins) — бывшая коммуна во Франции, административный центр образованной в 2024 году коммуны Уллен-Пьер-Бенит, входящей в состав региона Овернь — Рона — Альпы и особого административного образования Лионская метрополия.

## География
Город Уллен находится в 6 километрах на юго-запад от центра Лиона, на правом берегу Роны. Через сам Уллен протекает также река Изерон, впадающая в Рону на северо-восточной окраине Уллена.

## История
Уллен впервые упоминается в 855 году в одном из указов франкского короля Лотаря I как Ауланиус (Aulanius). Город находился на старой римской дороге, соединявшей Лион и Нарбонн. Вплоть до начала промышленной революции XVIII века в Европе Уллен жил преимущественно за счёт сельского хозяйства и местной торговли. В 1847 году инженер Альфонс Клеман-Дезорм создаёт здесь предприятие по производству паровозов. Завод проработал более 100 лет и был закрыт после окончания Второй мировой войны.
С 1 января 2024 года бывшая коммуна Уллен объединилась с коммуной Пьер-Бенит, создав таким образом новую коммуну Уллен-Пьер-Бенит. Собственно городок Уллен в 2023 году получил титул «Два цветка», присваиваемый французским Национальным советом зелёных городов и сёл (Conseil national des villes et villages fleuris (CNVVF), ежегодно проводящим конкурс наиболее озеленённых городов и посёлков.

## Достопримечательности
- В Уллене сохранилась часть древнеримского акведука (акведук Бонан), построенного через Изерон.
- Городская школа Святого Фомы Аквинского с 1836 года расположена в здании прежней резиденции архиепископа Лионского. С 1978 года оно входит в число исторических памятников, охраняемых государством. В 1862 году к нему была пристроена новая капелла.
- Здание Ла-Кадьер («La Cadière»), построенное в XVI столетии. В 1972 году также включено с число исторических монументов Франции, охраняемых государством. Также как и здание Le Castel, возведённое тоже в XVI столетии (исторический памятник с 1983 года).
- Городская ратуша «Отель де Виль» (прежде — замок Ла-Бюсьер, XVI век).

## Галерея
- Набережная Изерона в Уллене
- Фасад капеллы Святого Фомы Аквинского
- Здание Ла-Кадьер
- Здание Ле-Кастель
- Отель де Виль (ратуша)